# Kevin James
Pour les articles homonymes, voir James.
Kevin James est un acteur, humoriste, scénariste et producteur américain né le 26 avril 1965 à Mineola, dans l'État de New York.

## Biographie
Alors qu'il poursuit des études à Long Island, Kevin James, pour briser la monotonie des vacances d'été, participe avec des amis à une pièce de théâtre comique. Enthousiasmé par les réactions de la foule, il se joint à son frère, Gary Valentine, et se produit avec lui dans les clubs de Long Island, se découvrant au passage un vrai talent pour la comédie. Il rencontre Ray Romano et apparaît dans plusieurs shows télévisés, notamment The Tonight Show. En 1996, il est repéré lors du festival de comédie de Montréal, où une chaîne de télévision lui offre la possibilité de créer son propre show. Il obtient alors un rôle récurrent dans la série de Romano, Tout le monde aime Raymond, avant d'obtenir en 1998 sa propre sitcom, Un gars du Queens.
Kevin James s'ouvre les portes du cinéma en 2004 avec un petit rôle dans la comédie romantique Amour et amnésie. La donne change avec le gros succès de la Columbia, Hitch, expert en séduction, aux côtés de Will Smith ; le film rapporte plus de 179 millions de dollars aux États-Unis et permet à James de se faire un nom à Hollywood. Il prête ensuite sa voix à deux dessins animés, Monster House et La Ferme en folie, avant de tenir un premier rôle de choix dans Quand Chuck rencontre Larry, où il est le partenaire de Adam Sandler.

## Filmographie

### comme acteur
- 1991 : Candid Camera (série télévisée) : Regular Performer
- 1999 : Le flic de Shanghaï (série télévisée) : Dallas Hampton
- 1998-2007 : Un gars du Queens (série télévisée) : Doug Heffernan
- 2002 : Pinocchio : Mangiafuoco (voix)
- 2004 : Amour et amnésie (50 First Dates) de Peter Segal : Factory Worker
- 2005 : Hitch, expert en séduction (Hitch) de Andy Tennant : Albert
- 2006 : Monster House : Officer Landers (voix)
- 2006 : Grilled de Jason Ensler : Dave
- 2006 : La Ferme en folie (Barnyard) : Otis the Cow (voix)
- 2007 : Quand Chuck rencontre Larry de Dennis Dugan : Larry
- 2008 : Rien que pour vos cheveux de Dennis Dugan : lui-même
- 2009 : Paul Blart : super vigile de Steve Carr : Paul Blart
- 2010 : Copains pour toujours (Grown Ups), de Dennis Dugan : Eric Lamonsoff
- 2011 : Le Dilemme (The Dilemma) de Ron Howard : Nick Brannen
- 2011 : Zookeeper de Frank Coraci : Griffin Keyes
- 2012 : Prof poids lourd (Here Comes the Boom) de Frank Coraci : Scott Voss
- 2012 : Hôtel Transylvanie (Hotel Transylvania) de Genndy Tartakovsky : Frank/Frankenstein (voix)
- 2013 : Copains pour toujours 2 (Grown Ups 2), de Dennis Dugan : Eric Lamonsoff
- 2013 : Little Boy de Alejandro Monteverde : Dr Fox
- 2015 : Pixels de Chris Columbus : le président Will Cooper
- 2015 : Hôtel Transylvanie 2 (Hotel Transylvania 2) de Genndy Tartakovsky : Frank/Frankenstein (voix)
- 2015 : Paul Blart: Mall Cop 2 : Paul Blart
- 2015 :  Liv & Maddie : Mr. Clodfelter
- 2016 : Les Mémoires d'un assassin international de Jeff Wadlow (The True Memoirs of an International Assassin) : Sam Larson alias Le fantôme (The Ghost)
- 2016 - : Kevin Can Wait (série télévisée)
- 2018 : Hôtel Transylvania 3 : Des vacances monstrueuses (Hotel Transylvania 3: Summer Vacation) de Genndy Tartakovsky : Frank/Frankenstein (voix)
- 2020 : Becky de Jonathan Milott et Cary Murnion : Dominick
- 2020 : Hubie Halloween de Steven Brill
- 2021 : The Crew (en) de Jeff Lowell : Kevin Gibson (série TV)
- 2022 : Home Team de Charles Francis Kinnane et Daniel Kinnane : Sean Payton
- 2025 : Guns Up d'Edward Drake : Ray Hayes

### comme scénariste
- 2001 : Kevin James: Sweat the Small Stuff (TV)

## Voix francophones
En France, Gilles Morvan est la voix française régulière de Kevin James. Xavier Fagnon l'a également doublé à trois reprises dans la trilogie Hôtel Transylvanie, et Marc Alfos et Bertrand Liebert l'ont doublé à deux occasions. 
Au Québec, Tristan Harvey est la voix québécoise régulière de l'acteur. Patrick Chouinard l'a également doublé à quatre reprises. 
En France
| - Gilles Morvan dans : - Copains pour toujours - Le Dilemme - Zookeeper - Copains pour toujours 2 - Paul Blart 2 : Super Vigile à Las Vegas - Pixels - Les Mémoires d'un assassin international - Hubie Halloween - The Crew (en) (série télévisée) - Home Team - Marc Alfos (*1956 - 2012) dans : - Tout le monde aime Raymond (série télévisée, 1re voix) - Un gars du Queens (série télévisée) - Paul Blart : Super Vigile | - Xavier Fagnon dans : - Hôtel Transylvanie (voix) - Hôtel Transylvanie 2 (voix) - Hôtel Transylvanie 3 : Des vacances monstrueuses (voix) - Bertrand Liebert dans : - Hitch, expert en séduction - Prof poids lourd Et aussi - Michel Lasorne dans Tout le monde aime Raymond (série télévisée, 2e voix) - Emmanuel Garijo dans La Ferme en folie (voix) - Jean-François Aupied dans Quand Chuck rencontre Larry - Christophe Lemoine dans Sandy Wexler - Olivier Peissel dans Becky |

Au Québec
| - Tristan Harvey dans : - Je vous prononce Chuck et Larry - Paul Blart : Flic du mall - Grandes personnes - Le Dilemme - Le Gardien du zoo - Ça va faire boom - Grandes personnes 2 - Paul Blart : Le flic du mall 2 - Pixels - Patrick Chouinard dans : - Sur le grill - Hôtel Transylvanie (voix) - Hôtel Transylvanie 2 (voix) - Hôtel Transylvanie 3 : Les vacances d'été (voix) | et aussi - Alain Zouvi dans Enjeux sur glace - François L'Écuyer dans Hitch, expert en séduction - Hubert Gagnon (*1947 - 2020) dans La Maison monstre (voix) |